# Los Angeles Clippers
Los Angeles Clippers (en español: Clípers de Los Ángeles) son un equipo profesional de baloncesto de los Estados Unidos con sede en el área metropolitana de Los Ángeles, California. Compiten en la División Pacífico de la Conferencia Oeste de la National Basketball Association (NBA) y disputan sus partidos como locales en el Intuit Dome, ubicado en la ciudad californiana de Inglewood. 
El equipo fue fundado en 1970 en Búfalo, Nueva York con el nombre de Buffalo Braves. En 1978 los Braves se trasladaron a San Diego, donde adoptaron la denominación de San Diego Clippers. Seis años después la franquicia se mudó a Los Ángeles sin la aprobación de la NBA, aunque finalmente la liga aceptó el traslado a cambio de que el dueño de los Clippers, Donald Sterling, pagase una multa de seis millones de dólares.

## Historia

### 1970-1978: Buffalo Braves
Los Braves, en sus ocho temporadas, en Búfalo, jugaron sus encuentros en el Buffalo Memorial Auditorium, compartiendo el pabellón con otro equipo, Buffalo Sabres de la National Hockey League. Los Braves debutaron en 1970 y el primer entrenador fue el miembro del Salón de la Fama del Baloncesto Dolph Schayes, mientras que las primeras estrellas del equipo eran Bob Kauffman y Don May, quien fue adquirido en el draft de expansión. Los Braves terminaron su primera campaña con un balance de 22-60, típico en equipos debutantes. Kauffman, que el año anterior promedió 4.3 puntos con Chicago Bulls, lideró a los Braves con 20.4 puntos por partido y se hizo un hueco en el All-Star Game de 1971.
Los Braves repitieron el balance de 22 victorias y 60 derrotas en la siguiente temporada, pero realizaron varios fichajes que hicieron al equipo más talentoso. Buffalo eligió en el draft al pívot Elmore Smith y a Randy Smith, procedente de la Universidad Estatal de Búfalo, por lo que era uno de los favoritos del público. El equipo no mejoró mucho en la temporada 1972-73, consiguiendo un pobre registro de 21-61 con el nuevo entrenador Jack Ramsay. El gran movimiento de los Braves en esta temporada fue seleccionar a Bob McAdoo en el draft, procedente de la Universidad de North Carolina. En la 1973-74, la franquicia se clasificó por primera vez para los playoffs, siendo eliminados por Boston Celtics en primera ronda.
En la temporada 1974-75, McAdoo ganó el MVP de la Temporada, promediando 34.5 puntos, 14.1 rebotes y 2.12 tapones por partido, con un 51.2% en tiros de campo y 80.5% en tiros libres. En la 1974-75 y 1975-76, los Braves aparecieron en postemporada por última vez en Buffalo.
El 15 de junio de 1976, el propietario Paul Snyder vendió la franquicia al Sr. y la Sra. Irving Cowan, quienes tenían planeado trasladar el equipo a Florida, abandonando Buffalo, la "ciudad del hockey". La venta fracasó y se paralizó, aunque posteriormente Snyder vendería el 50% de los Braves al empresario John Y. Brown Jr., antiguo propietario de Kentucky Colonels de la ABA. En la temporada 1976-77, Brown adquirió el otro 50% de Snyder. Brown, a su vez, vendió un tanto por ciento de la franquicia a Harry Mangurian, quien más tarde poseería una parte de Boston Celtics en los años 80. A mitad de temporada 1976-77, McAdoo fue traspasado a New York Knicks por jugadores y dinero.
Debido al pobre juego realizado por los Braves en sus dos últimos años (30-52 en 1976-77 y 27-55 en 1977-78), junto con los rumores de trasladar la franquicia a causa de la pobre venta de entradas, Brown negoció con él por entonces propietario de los Celtics, Irv Levin, hacer un intercambio de franquicias, por lo que Brown tomaría el mando de los Celtics y Levin de los Braves. Este era un empresario de California, y soñaba con poseer una franquicia en su estado natal. El trato fue roto por David Stern, del consejo general de la NBA, quien en 1984 se convertiría en el comisionado de la liga.
La siguiente sería la última temporada del equipo al oeste de Nueva York, ya que los propietarios de las franquicias de la NBA votaron por un claro 21-1 permitir a Buffalo trasladarse de ciudad. Estos se mudaron a San Diego (California), tras la temporada 1977-78, convirtiéndose en San Diego Clippers.

### 1978-1984: Decepcionante paso por San Diego

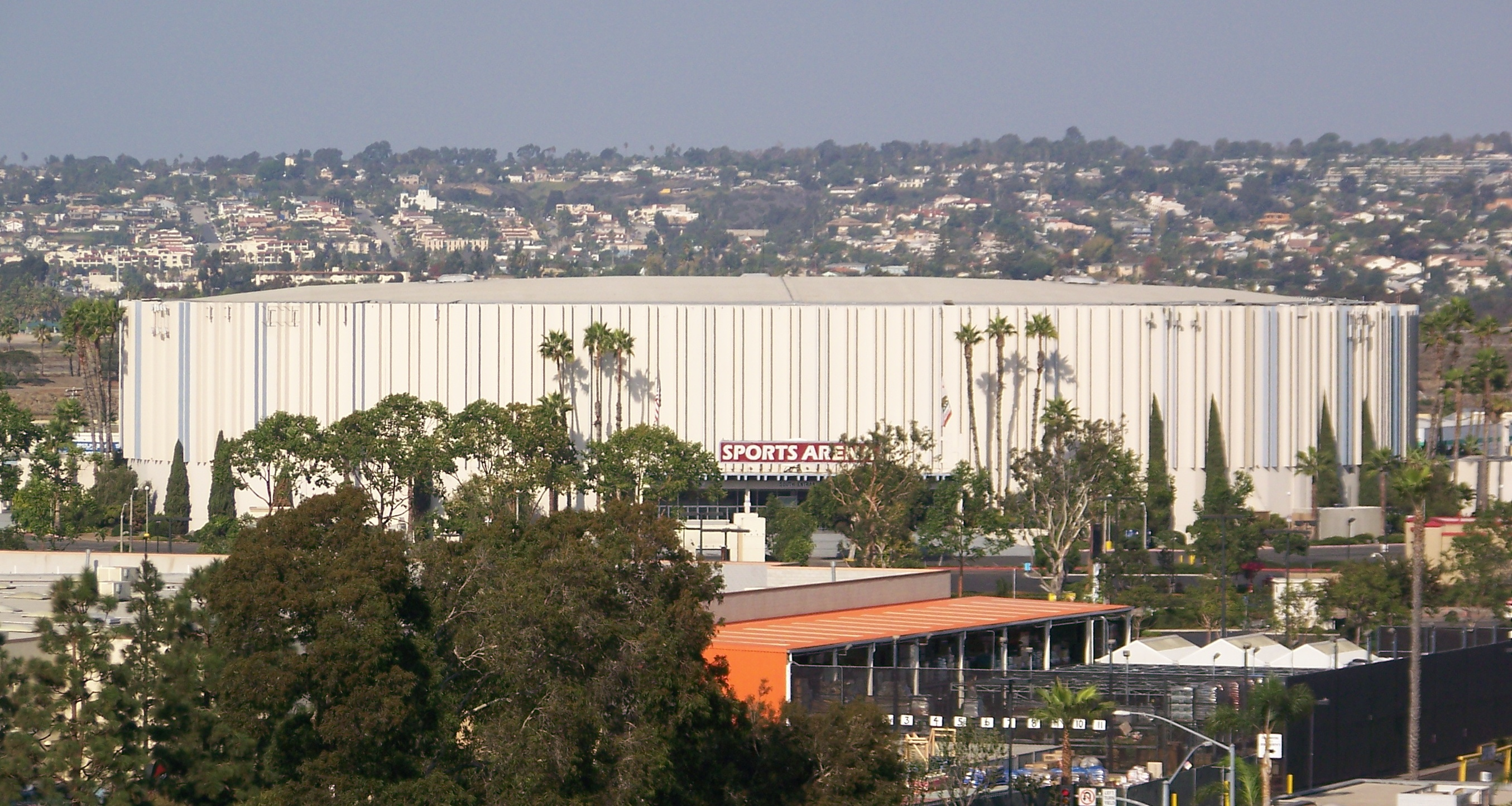
El San Diego Sports Arena, pabellón de los Clippers en San Diego.

En la primera temporada del equipo en San Diego, los Clippers lograron un balance de 43-39 (última campaña positiva en 13 años), bajo el mando del nuevo entrenador Gene Shue. Sin embargo, aquel récord no le valía para acceder a playoffs, quedándose a dos partidos de jugar la postemporada. Randy Smith tuvo una gran temporada, anotando 20.5 puntos por partido, por detrás de World B. Free, recién llegado al equipo procedente de Philadelphia 76ers. Free fue el segundo máximo anotador de la liga con 28.8 puntos por noche, mientras que George Gervin de San Antonio Spurs tuvo un promedio 29.6 por encuentro.
La temporada 1979-80 no fue mucho mejor a pesar del fichaje del pívot Bill Walton, nativo de San Diego y campeón de la NBA dos años antes con Portland Trail Blazers. Debido a lesiones en el pie, Walton no rindió como se esperaba de él y tuvo que perderse 68 partidos. Los Clippers finalizaron con un digno 37-45, teniendo en cuenta que sus jugadores clave se perdieron varios partidos por lesión. Por segundo año consecutivo, Free volvió a quedarse en la puerta del título de máximo anotador de la liga, con 30.2 por noche. En la siguiente temporada, Paul Silas reemplazó a Shue en el puesto de entrenador y los Clippers lograron un récord de 36-46, quedándose de nuevo sin playoffs. Walton se perdió la temporada completa y Free fue traspasado a Golden State Warriors por Phil Smith.
La 1981-82 llegó con muchos cambios, ya que Levin vendió la franquicia a Donald Sterling por 20 millones de dólares. El pobre juego de los Clippers en sus últimos años en San Diego y la baja asistencia del público al pabellón (un promedio de 4500 por partido) precipitó la venta. Posteriormente, Sterling trasladó la franquicia a su nativa Los Ángeles.

### 1984-2011: El infortunio continúa en Los Ángeles
Tras llegar a Los Ángeles, lograron la primera gran adquisición, y en un traspaso con Milwaukee Bucks consiguieron a Marques Johnson, Junior Bridgeman, Harvey Catchings y una buena cantidad de dinero. Esta operación tendría influencia más adelante, con jugadores como Ricky Pierce o Terry Cummings, que dejó entrever en sus primeros años de la liga podría llegar a convertirse en estrella, al igual que Craig Hodges, gran lanzador desde la línea de tres, Marques Johnson, alero de una exquisita clase pero que su carrera tuvo un prematuro cierre por sus adicción a las drogas. Junior Bridgeman, el segundo en discordia en la operación, llegó a Los Ángeles para decir adiós al baloncesto. Una temporada de nivel fue el escaso bagaje que ofreció antes de volver dos años más tarde a Milwaukee.
En lo referente al draft, destacar la elección en primera ronda de Michael Cage, procedente de San Diego State, gran reboteador, cuyas luchas por la cima de la clasificación de rebotes con Charles Oakley fueron admirables. Se mantuvo 3 años a un notable nivel antes de marcharse a Seattle SuperSonics.
Tras dos encuentros fuera de su ciudad, el deseo vehemente de “estrenar” el LA Sports Arena se hizo realidad. Santo y seña del equipo, en estreno fue con derrota ante New York Knicks. La temporada para los Clippers no era del todo mala, pero el hecho de encadenar 7 derrotas consecutivas, enfervorizó a la afición y el sueño de ver al equipo en playoffs se diluía con el paso de los días, hasta que el hasta entonces entrenador Jim Lyman dejara su cargo tras encadenar 6 derrotas consecutivas y se despidió de la franquicia. En su lugar, llegó un viejo conocido, Don Chaney, que inculcó una mayor filosofía de equipo, y una dosis de noción colectiva. Con él, el equipo mejoró visiblemente, pero los Clippers no superaron las expectativas y rozaron el ridículo con un balance de 31 victorias y 51 derrotas.

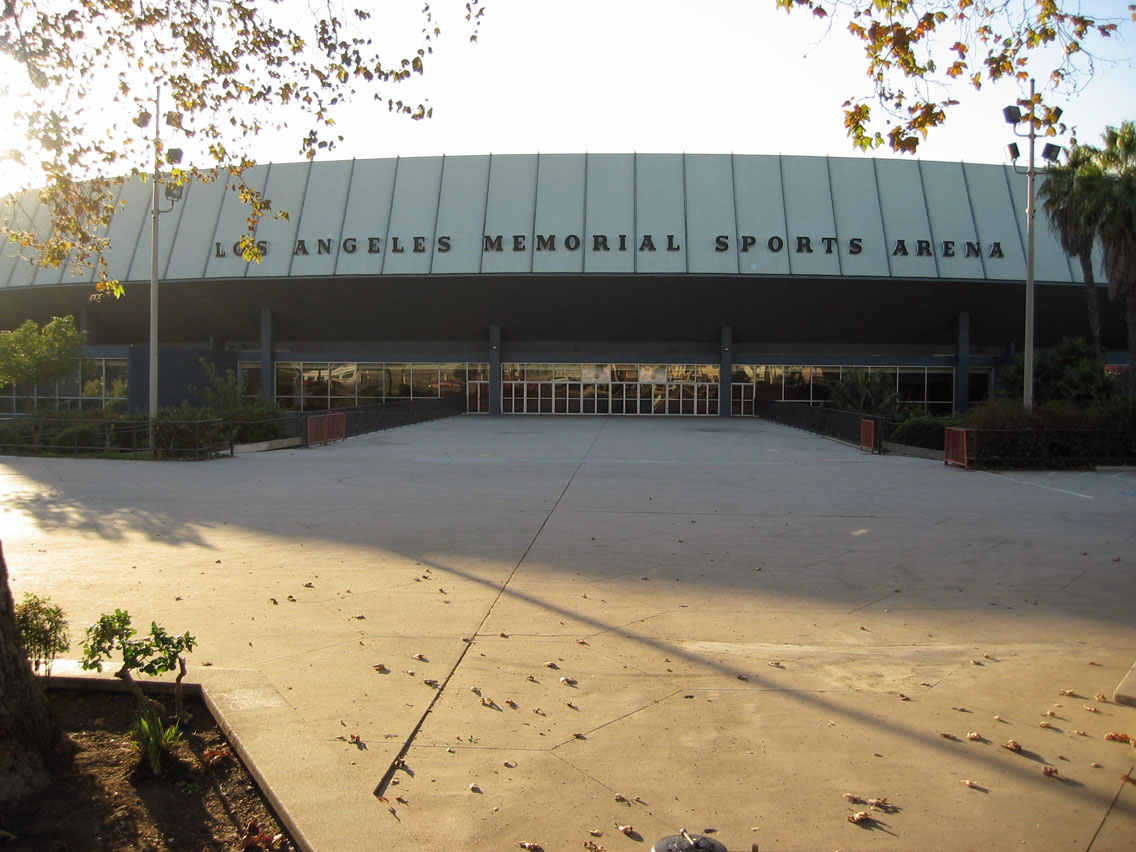
Los Angeles Memorial Sports Arena, pabellón de los Clippers entre 1984 y 1999.

El fulgurante comienzo mantuvo a la franquicia con las ilusiones intactas, con un equipo remozado, y de un sostenible equilibrio interior-exterior, y logran vencer en sus primeras cinco partidos de la temporada. La mala suerte volvía para los Clippers, y Derek Smith, que estaba teniendo la mejor temporada de su vida, debió decirle adiós a lo que restaba de la misma por una lesión en la rodilla.
La química parecía ser fantástica, se consiguió un alero en condiciones, Cedric Maxwell, que cuajó una campaña propia de las suyas en Boston Celtics. Norm Nixon como base, más conocido por ser el esposo de la maestra de “Fama”, Debbie Allen, también tuvo un desempeño notable.
Las lesiones y las causas extradeportivas no eran ni mucho menos un pretexto para justificar este 32-50 con que finalizaron los Clippers, en un año donde el acceder a los playoffs de la NBA se tasó en 35 victorias, suficientemente alcanzables con un incólume Smith. El pívot de 2,13 metros proveniente de Creighton, Benoit Benjamín, iba a ser la elección tercera por el cual se decantaron los Clippers. Se trataba de un pívot de grandísima clase, cuyo defecto fue la falta de consistencia en defensa y su evidente falta de desparpajo bajo canasta a la hora de batallar. Aun así y pese a dejar dotes de su innata valía en sus 5 temporadas en Los Ángeles, nunca llegaría a ser lo que en su día se especuló que fuese.
El mejor fichaje corría a cuenta de Donald T. Sterling, y no era otro que el Hall of Famer, Elgin Baylor, que de este modo, pasaba a ser el cabecilla en los despachos, convirtiéndose en el jefe de operaciones de los Clippers.
Los Clippers se enfrentaban a la que se presentaba, una dura batalla por no volver a rozar el más indeseado ridículo. Derek Smith ya no estaba, su traspaso a Sacramento Kings fue inminente, y otro anotador, pero con muchas menos cualidades que Smith fue el sustituto junto con Larry Drew. Causas, a las que unidas, la ausencia de primeras rondas cara al draft, no icentivó lo más mínimo a una afición, cada vez más susceptible, que consagró todo un récord, 7.711 espectadores de media. Cifra obviamente lógica, si se tiene en cuenta que a los 40 partidos solo habían ganado 5, para finalizar con otro récord, 12-70.
Con el mando de orquesta de la mano del mitificado por sus Washington Bullets, Gene Shue, con quién alzase dos galardones de entrenador del año, el devenir de los Clippers para no variar, iba a seguir el camino que empezara el año anterior.
Las únicas notas connotativas cargadas de esperanza, eran la presencia de Reggie Williams, alero procedente de Georgetown Hoyas, que se retiró excesivamente pronto, sin nunca demostrar ese dominio que le hizo destacar en su universidad, además del supuesto crecimiento y desarrollo de dos rocas interiores como Cage y Benjamin, que dejaron buen sabor de boca.
Sin embargo, este draft pasó a la historia para los Clippers por haber desestimado a Scottie Pippen, el cual fue elegido un puesto más abajo, hecho que no pasó desapercibido por el público, quemado, tras tantos años de reestructuraciones sin una base consolidada.
El acto anecdótico corrió a cuenta de Cage, quien en el último suspiro arrebató la clasificación en el apartado reboteador a Oakley merced a los 30 rechaces que rebañó escupidos del aro en aquel 24 de abril de 1988 frente a los Supersonics, superando así en 3 décimas el registro obtenido por el roqueño jugador de Chicago Bulls.
Todas las decepciones pasadas tocaron a su fin, cuando los Clippers, por vez primera se hacían con el número 1 del draft aquel 21 de mayo de 1988. 5 semanas más tarde, el multi-talentoso alero de 2,08, Danny Manning pasaría a engrosar la plantilla angelina, procedente de la Universidad de Kansas donde era dirigido por Larry Brown, después de poner el broche de oro a su carrera universitaria logrando ganar el título de la NCAA y firmar uno números impecables: 20,1 puntos y 8,1 rebotes por partido.
Las lesiones privaron a este enorme jugador de mostrar todo el potencial que llevaba dentro, sus buenos números no son más de una toma de referencia de lo que podría haber sido si las lesiones le hubiesen respetado más.
Los constantes conflictos que mantuvo personalmente con quien fuera su entrenador en Kansas, y que a posteriori sería su entrandor en Los Ángeles, Larry Brown, fue la piedra angular para promover su salida de la franquicia. Esta misma campaña, y cuando solo llevaba disputados 26 encuentros, el ligamento anterior de su pierna derecha dijo basta, y con ello, la mínima aspiración de los Clippers.
En ausencia de Manning hubo otro nombre a recalcar por méritos adquiridos propiamente. No es otro que el joven novato Charles Smith, alero que careció de agresividad y corazón para hacerse un hueco en los más grandes del momento. Fue otra de las decepciones a medio-largo plazo en el draft. Puesto que su llegada privó al equipo de contar con la que fue su sexta elección, el magnífico Hersey Hawkins, que ofreció 5 años más que Charles a un buen nivel.
Con Cage, no era muy corriente y primordial la llegada de Smith, y si más lógico el mantenimiento de un base-escolta como Hawkins. Pero no bastó únicamente con tenerle en sus filas, sino que había que darle los galones. Al menos eso se intentó, traspasando a Cage, un pívot que hasta el momento estaba triunfando, y que se estancó nada más aterrizar en su próximo destino, Seattle SuperSonics.
Ni siquiera Shue pudo cambiar el rumbo, y después de un balance de 10-28 fue destituido y remplazado por Don Casey, que con un balance de 11 victorias y 33 derrotas en el resto de la campaña puso punto final a otra temporada decepcionante.
En el Draft de 1989, la suerte volvía a ponerle la cara más dulce a Clippers, y de hecho, fue, indirectamente, una de las más productivas para la franquicia. Danny Ferry, proveniente de la Universidad de Duke, sería la elección que tenía en la manga Elgin Baylor, pero Danny rechazó a firmar y decidió cruzar el charco. Italia fue su destino. Baylor, en una operación de verdadero estratega, sacó un preciado tesoro por un Ferry que jamás pasaría de ser un mediocre jugador.
El 16 de noviembre de 1989 se consumó el traspaso por el cual los derechos de Ferry junto con Reggie Williams pasaron a Cleveland Cavaliers a cambio de Ron Harper, que firmó en sus tres primeros años en la liga 19 puntos por noche. Además de Ron, (a la larga, un jugador a quien de milagro le cabían los anillos en sus dedos) las primeras rondas de 1990 y 1992 y la segunda del año intercalado, 1991.
Un quinteto basado en tres piedras angulares como eran Harper-Smith-Manning, no tenía más remedio que dar el do de pecho, siendo secundado por unos magníficos Norman, Grant y Benjamin como lugartenientes. El equilibrio estaba definido, los sistemas a la orden del día con el prematuro Casey, y la lección aprendida mediante la experiencia anteriormente vivida.
Pero la mala suerte continuó plagando la franquicia. Los Ángeles habían cosechado seis de siete partidos a mediados de enero para acercarse al 50% de victorias-derrotas. Pero no tardaría en dejarse ver cuando Harper se rompió el ligamento cruzado anterior de la rodilla derecha y dijo adiós a la temporada merced a idéntica lesión sufrida el año anterior por Manning. En 28 encuentros con los Clippers promedió 23 puntos. La lesión marcó el rumbo de la campaña, y el equipo ganó solamente 14 partidos más, acabando en 30-52.
Manning volvió de la lesión y su salud le respetó otorgándole fuel para todo el año. Se fue hasta los 16,3 puntos y 5,9 rebotes, liderando al equipo en porcentaje de tiro con un implacable 53,3%. Smith cuajó una campaña espléndida, lo que ellos atribuyen como "all around player", contribuyendo con 21,1 puntos, 6,7 rebotes, y 1,53 tapones por noche. Norman (16,1 puntos) también contribuyó ofensivamente, mientras que Benoit Benjamin hizo mayormente el trabajo sucio en defensa, liderando al equipo en rebotes (9,3) y tapones (2,63 por partido).
Don Casey fue destituido y Harper tuvo que ver los 41 primeros encuentros desde la grada, mientras que la recuperación de la rodilla dañada seguía su curso. A su vuelta, dio señas de no haber perdido un ápice de su clase y rondó los 20 puntos de media. Norman continuó aportando tanto en labores exteriores como en interiores, contribuyendo con 17,4 puntos por encuentro, mientras que Manning promedió 15,9 puntos por partido, con altos porcentajes. Por problemas físicos tuvo que salir desde el banquillo en 26 de sus 73 encuentros disputados. Los 9 restantes los vio desde la grada a causa de una tendinitis en su malograda rodilla derecha.
Con dos elecciones de primera ronda en el Draft de 1990, los Clippers seleccionaron a Bo Kimble y Loy Vaught. Kimble fue uno de los mejores anotadores en la historia de la NCAA, rompiendo moldes en la ofensiva Loyola Marymount junto al malogrado Hank Gathers. Sin embargo, el paso de Kimble por la liga no fue lo que se esperaba.
A mediados de la temporada, Baylor consiguió hacerse con Olden Polynice a cambio de Benjamin, traspaso que jamás ofreció los frutos que aportó Benoit a la plantilla. Esa misma temporada los Clippers establecieron un récord, lograron más partidos ganados en casa que perdidos. Después de una sucesión de negociaciones sin éxito el equipo de Schuler cayó al sexto puesto de la División Pacífico con un registro de 31-51.
La era Baylor parecía encontrar sus frutos en el camino, en esta, la que supondría, primera aparición del equipo en playoffs desde que se instalaron en Los Ángeles.
Para empezar se hizo con los derechos del entonces prometedor pívot, Stanley Roberts, ofreciendo en un traspaso a tres bandas sus primeras rondas de 1993 y 1995, respectivamente, pensando que saldría igual de productivo que su compañero de universidad, Shaquille O'Neal. Otra gran idea más adelante fue cambiarlo por el gigante croata de Minnesota Timberwolves Stojko Vrankovic, que nunca rindió acorde con la cantidad cobrada, que era muy cuantitativa.
Con Manning y Harper cargándose con el equipo a sus espaldas, comenzaron ganando 5 de los 7 partidos iniciales. Por fin, se tenía la oportunidad de ver juntos a Harper, Manning y Smith en acción y sanos, exceptuando al tercero, que tuvo problemas físicos intermitentes. El 30 de noviembre y ante Charlotte Hornets, se produciría una abultada victoria, 130-112 que supondría el primer de los ocho triunfos consecutivos que acapararían hasta entonces, hito que no se conseguía desde 1979. El 14-10 que indicaba la clasificación no eran meros actos casuales, tenían sus razones lógicas y razonables. Sin embargo, el preocupante 22-25 lo pagó Mike Schuler, siendo despedido. El sustituto no era otro que el hace días fue destituido por San Antonio Spurs, Larry Brown.
Los Clippers jugarían su mejor baloncesto en mucho tiempo y ganan 23 de sus 35 partidos decisivos finales para acabar con un 45-37, que terminó con insoportable secuencia de 13 años sin asomarse por la postemporada. Después de 12 temporadas con un denominador común, la derrota, el equipo había acabado con un balance positivo.
Una vez en playoffs, caerían en las primeras de cambio ante los Utah Jazz de John Stockton y Karl Malone, pero no sin antes ponerle en un aprieto. Después de caer en sus dos primeros duelos, los Clippers levantarían el vuelo, venciendo los dos partidos siguientes, el cuarto de ellos en Anaheim a razón de los alborotos producidos por el caso de Rodney King que forzaron a retrasan el cuarto partido, y trasladarle de ciudad. Sin embargo, no fue óbice a que los Clippers se hicieran con el triunfo, forzando así, el quinto y definitivo encuentro. Los Clippers serían honorablemente derrotados por unos Jazz, mucho más confiados de sus posibilidades y puestos en duda a causa de unos audaces Clipps.
Esta temporada, los Clippers enviaron a Doc Rivers, que únicamente jugó la anterior campaña, a Bo Kimble y a Charles Smith destino a la Gran Manzana, y una 1.ª ronda a Orlando Magic en un traspaso a tres bandas.
Los Clippers recibieron al base All-Star Mark Jackson, que venía avalado por dos primeras temporadas rayando a un muy buen nivel en New York Knicks, pero que sus dos siguientes suscitaron dudas acerca de su rendimiento. También recalaba, y con mucho optimismo albergado en el seno de la franquicia, Stanley Roberts, aunque la jugada les salió, una vez más, mal.
El ritmo de transacciones no decreció, todo lo contrario. Mandarían a Don McLean y William Bedford a Washington Bullets a cambio de John Williams, otro impresionante jugador, que posteriormente dejaría su sello en la ACB, jugando a un gran nivel en el Fórum Valladolid, entre otros.
El comienzo volvía a ser titubeante, con un 0-3 en los primeros compases de la temporada. Como es costumbre en los equipos de Brown, el trabajo defensivo que caracteriza a sus equipos culminó en 7 victorias en los siguientes 10 partidos.
Era la primera vez desde 1974 que los Clippers llegaban a fin de año con un récord victorias-derrotas positivo. Las cosas estaban funcionando, y como modo de recompensa, Danny Manning participó en el All Star Game, convirtiéndose así en el segundo clipper tras Marques Johnson en defender a su equipo y a su ciudad haciendo 10 puntos en 18 minutos en pista.
Con la victoria ante Golden State Warriors, la franquicia se hacía eco de otro récord; era la primera vez desde que el equipo se mudase a Los Ángeles que comenzaban el mes de febrero con un balance positivo, coincidiendo nuevamente con que la tripleta Manning-Harper-Jackson estuvieron presentes durante toda la campaña, perdiéndose solamente 3 partidos entre los tres. Después de suscitar dudas cara a su presencia en playoffs, los Clippers sucumbieron ligeramente en marzo, donde perdieron 10 de 16 partidos, pero no fue óbice para entrar en playoffs gracias al 7-5 con el que finalizaron el mes de abril que sirvió para dejar la marca 41-41 suficiente para entrar en playoffs por segunda temporada consecutiva.
El rival, Houston Rockets, les eliminaba por 3-2 cayendo in extremis en el quinto y definitivo encuentro por cuatro puntos de diferencia, dejando un sabor agridulce. Manning volvió a ser el más destacado con casi 23 puntos de media, acompañado y secundado a la perfección por Harper (18 puntos) y por Jackson en labores de dirección y creatividad (8.8 asistencias). Y con Ken Norman siempre en la recámara, pero no exento de una importancia vital en el desarrollo del juego, realizando 15 puntos y 7.5 rebotes por noche. El mítico tirador Kiki Vandeweghe puso fin a su gloriosa carrera en los Clippers.
Después de la temporada, los Clippers despedirían a Brown, quien tomó rumbo a Indiana Pacers.
Sin Larry, esta campaña se presagiaba dura, nadie hasta el momento había demostrado en tan poco tiempo, lo que Brown dejó entrever en su estancia en la casa del hermano pobre. Pero los Clippers no darían su brazo a torcer, y tras un comienzo severamente competitivo de la mano de Bob Weiss, entrenador que había sido capaz de meter a Atlanta Hawks tres años seguidos en playoffs.
El 24 de febrero de 1994, Manning fue traspasado a los Hawks a cambio de Dominique Wilkins. Hasta el momento los números de Manning eran espectaculares, 23,7 puntos, 7 rebotes y 4,2 asistencias por noche en los 42 partidos en que estuvo presente. Pero a nivel colectivo las cosas andaban muy mal en Los Ángeles, y parte esencial en la operación era la primera ronda que daba margen de reconstrucción a los Clippers.
El factor Wilkins tuvo un impacto inmediato, y tras sus 5 primeros partidos con la elástica angelina, salieron vencedores en todos ellos y el equipo salió reforzado mentalmente sobre todo. Pero nada más alejado de la realidad, los siguientes 20 partidos pondrían a los Clippers en el honroso lugar que por historia ocupan, cayendo en 17 de los últimos 20 encuentros, y finalizando con un récord de 27-55. Wilkins finalizó con 26 puntos por partido, cuarto en la liga, seguido de Harper con 20,1.
Como sucediera el año anterior con Vandeweghe, este año el turno le tocó a un bad-boy, Mark Aguirre, dando por finalizada una carrera muy exitosa tanto en Dallas Mavericks como en Detroit Pistons. En los Clippers promedió 10,6 puntos por encuentro.
La pérdida de Dominique Wilkins y Ron Harper como agentes libres privó a los Clippers de sus dos mejores anotadores, mientras que las lesiones acribillaron a las dos torres del equipo, Stanley Roberts y Elmore Spencer, dejándolos fuera de acción prácticamente para toda la temporada (Spencer jugó solamente 19 partidos). Estos acontecimientos dejaron al club extremadamente privado de talento, y los resultados racionalmente, iban a ser desastrosos. Los Clippers terminaron 17-65, el segundo peor balance en la historia de la franquicia, solamente superado por aquella irreparable sangría de 12-70 en 1987.
Los Ángeles abrió la temporada diluyéndose como cabía esperar al primer asalto, 16 partidos consecutivos, todo un récord que aún sigue patente en los libros del Guinness. Los Clippers eran por méritos propios el auténtico "chollo" de la liga, nada más y nada menos que la ingrata cifra de casi el 50% en tiro que sus rivales culminaban ante los pupilos del sucesor de Bob Weiss, el mítico Bill Fitch, ganador de un campeonato con Boston Celtics en 1980. Más datos que engrosan la lista de célebres récords detestables que enmarcan la carrera de estos Clippers por aquel 1994-95. El equipo perdió 43 partidos por 10 o más puntos y lideró la liga en personales con 2.152. Pero bajo el mandato de Fitch, el equipo mostró un pondonor y unas ganas terriblemente descompensadas con la ausencia de clase en su plantilla. La máxima estrella era el ala-pívot Loy Vaught, acompañado de jugadores como Pooh Richardson, Bo Outlaw y el rookie Lamond Murray.
Las bolitas del azar decidieron que fuese Clippers quien eligiese en el número dos del Draft de 1995. El elegido no fue otro que el proveniente de Alabama Crimson Tide, Antonio McDyess, quien jamás llegaría a vestir la elástica de la franquicia. Un día después, Antonio ya no formaba parte del equipo. Baylor, le había buscado destino, Denver Nuggets, equipo al que llegó junto con Randy Woods a cambio de Rodney Rogers y los derechos del menor de los Barry, Brent, hijo del mítico Rick Barry, y que fue elegido en el puesto número 15.
La reacción sin embargo, no se hizo esperar, y en un año, en el que no se esperaban cosechar muchos más triunfos que el año anterior, nada menos que 12 fueron las victorias conseguidas con respecto al año anterior, convirtiéndose pues en uno de los equipos más mejorados y con mayor margen de mejora aun en aquel año.
Bison Dele, Loy Vaught y Lamond Murray establecieron rápidamente un 6-3 al inicio que sorprendió a propios y extraños. Aunque, lógicamente disminuyeron tan buenas vibraciones y acabaron cerrando la clasificación de su división con un 29-53, que denotaba cierta mejoría en una plantilla joven, donde cabía mucho que esperar de Murray, pese a que su rendimiento fue de más a menos, de Barry, que con 10,1 puntos por noche dejó buena cuenta de que se trataba de un seguro desde el perímetro, además de convertirse en vencedor del concurso de mates con un mate al más estilo Julius Erving, y de Terry Dehere.
Dele fue uno de los más firmes candidatos al jugador más mejorado después de hacer 15,8 puntos y 7,6 rebotes por partido, 7 puntos y 3 rebotes más que el año anterior. Pero el galardón cayó en manos de Toni Kukoč. De todos modos, Vaught continuó siendo el líder, la referencia en pista, pero como era de esperar, ante menor protagonismo en pista, su repercusión en el equipo se diluía a marchas forzadas. Aun así cuajó una excelente temporada con unos números de 16,1 puntos y 10,1 rebotes.
Fitch, que tuvo que aguantar lesiones importantes de gente como Roberts, Richardson, Malik Sealy y Rogers, alcanzó un escalón histórico, convirtiéndose en el cuarto entrenador con más victorias en la historia de la NBA, con su incontables 865 victorias el 12 de noviembre.
La plantilla no hacía albergar demasiadas ilusiones, Vaught estaba en su cuesta abajo, Dele quedó como agente libre y firmó su marcha a los Chicago Bulls de Michael Jordan, nada menos que las lesiones acapararon total presencia en el juego interior, privando a Fitch de contar con sus hombres más altos, Roberts y el veterano pívot de la era Drexler en Portland Trail Blazers, Kevin Duckworth, que no precisaba excelsa lucha rocosa en la pintura, pero si era apreciable y distintivo su tiro de 3-4 metros. Barry no se iba escabullirse del virus que acechaba a la plantilla, y en un año para olvidar en el cual combinó lesiones del pulgar, del tobillo y de espalda "solo" se perdió 23 partidos. El pequeño Darrick Martin llegaba de Minnesota Timberwolves, con un futuro por delante, que hasta podría tacharse de ilusionante, pero tan solo dio de sí en dos temporadas. En el Draft de 1996, Los Ángeles se hizo con los servicios de Lorenzen Wright, un pívot que nunca rindió en los tres años que pasó por la franquicia promediando 7,6 puntos por partido durante su estancia.
Los Clippers lograron 36 victorias (inclusive con triunfos memorables ante rivales de la talla de Houston Rockets y Seattle SuperSonics, pero donde hay uno que prevalece ante el resto, y con mofa incluida ante el hermano rico, Los Angeles Lakers por un abultado 108-86) que pudieron verse incrementadas sino llega a ser por la negligencia mostrada en los últimos cuatro partidos, donde cayeron en vísperas de playoffs. Pero los síntomas mostrados en la recta final de la campaña no harían en playoffs más que confirmar lo que se venía apuntando. Los Clippers cayeron en tres partidos ante Utah Jazz.
El destino fue fijado pronto, y su ruta tomó rumbo fijo al derrotismo, cuando una lesión degenerativa en la parte posterior de la espalda de un decadente Vaught lo limitó a participar únicamente en 10 partidos. Caminando cuesta arriba tras la ausencia de Vaught y de las pérdidas de los agentes libres Malik Sealy y Bo Outlaw, fue el alero y anotador Murray quien gozó de su campaña más regular promediando 15,5 puntos y 6,1 rebotes.
Los Murray, Barry, Piatkowski, Wright, Martin, hasta el prometedor rookie Taylor, superaron los 10 puntos por partido (exceptuando a Lorenzen que hizo 9). Esta temporada a Fitch le sirvió para aproximarse más a las medallas en la clasificación histórica de entrenadores con más victorias en su haber, nada menos que 939, desplazando a Red Auerbach de la cuarta posición, todo un hito para este veterano de 63 años de edad, por aquel entonces, que hasta el momento no volvería a sentarse en ningún equipo NBA, después de su marcha al finalizar la campaña con los Clippers. El nuevo fichaje del equipo fue Isaac Austin (que se pasó tres años en Turquía antes de firmar por Miami Heat) que fue premiado con el Jugador Más Mejorado el año anterior. Llegó a junto con Charles Smith y una primera ronda de 1998 a cambio de Brent Barry.
Ese año debutaría Keith Closs, más popular por su peculiar estilo e imagen que por su juego. Jugador de más de 2,20 m de altura, su gran problema era su endeble físico, que no le permitía luchar con garantías en la zona. Su aspecto era delgadísimo, lleno de pecas y con un peinado afro que le hacía visualmente bastante más alto.
Con el 17-65 final, el ocaso de la etapa Fitch hacia acto de presencia, y se confirmaba la enésima vez en que los Clippers echaban sus suertes al hacer, a expensas de que la lotería de draft les fuese benévola.
Un comienzo rocoso en la campaña del lockout fue demasiado para que los Clippers superen, a pesar del juego de Maurice Taylor. El alero hizo un promedio de 16,8 puntos en 32,7 minutos por partido, liderando al equipo en puntos, porcentajes de tiro y minutos.
Savia nueva en los banquillos, el joven Chris Ford, que entrenó a Boston Celtics en la primera mitad de la década, para luego pasar por Milwaukee Bucks sin más pena que gloria, recaló en los Clippers para asumir un reto atractivo, reflotar a los clippers en un proyecto a medio plazo.
Pero realmente el tema que marcó la temporada de la huelga en los Clippers tiene nombres y apellidos: Michael Olowokandi, pívot nigeriano procedente de Pacific, Brunel College, y de excelente envergadura. A la postre, otro de los continuos fracasos que ha obtenido los Clippers en los diferentes draft. Este año tenía el poder de elegir en primer lugar y eligieron a un pívot. Anteriormente ya actuaron de la misma forma con Benoit Benjamin en el 1985 eligiéndolo con el número 3, y resultó ser todo un fracaso.
Olowokandi cuajó 8,9 puntos, 7,9 rebotes y 1,2 tapones en casi 30 minutos por encuentro. Margen de mejora tenía, pero el crédito, y las sensaciones ofrecidas tenían más valor que cualquier especulación acerca de su futuro. Otro rookie, este no drafteado y procedente de la CBA, fue Tyrone Nesby, quien se marcó un aceptable temporada, firmando 10,1 puntos, y robando más de balón y medio por partido.
En cuanto a los resultados, comenzaron perdiendo 17 partidos para poner el broche de hojalata con un 9-41 final, despidiéndose así ante Seattle con derrota, de la que fue su casa desde 1984, el L.A. Sports Arena. En la siguiente campaña, esperaba el glamoroso Staples Center, donde compartirían cancha con los Lakers.
Los Clippers caminarían a partir de ahora a la sombra de Lakers, ya que el destino quiso que los hermanos compartiesen casa. Pero jamás hubo una rivalidad consistente, debido a que no se puede entablar con dos equipos con metas tan diferentes en sus caminos.

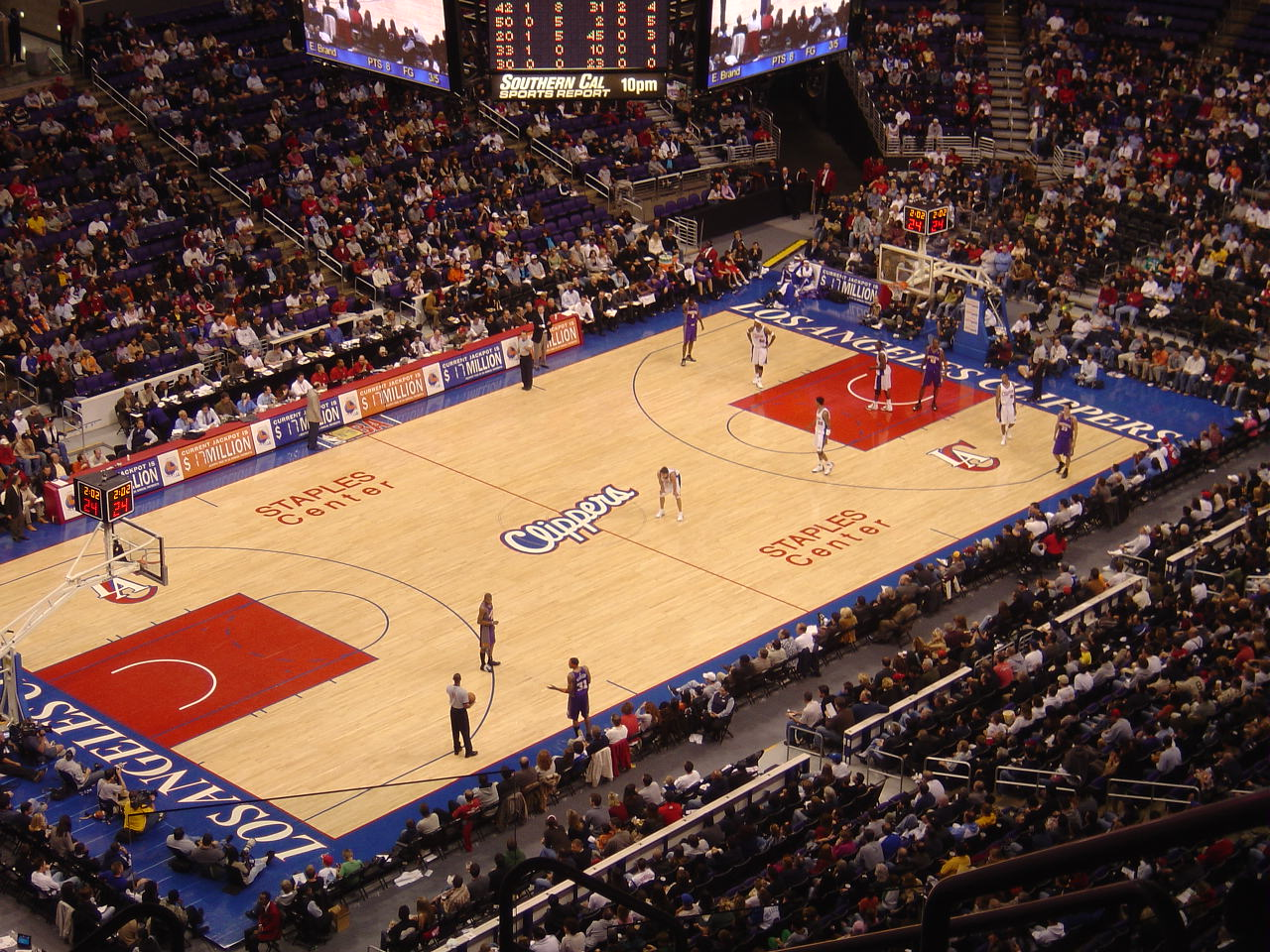
Partido de los Clippers ante los Suns en el Staples Center.

Este movimiento fue hecho a pesar de éxito que los Clippers tuvieron mientras jugaban partidos ocasionales en el Arrowhead Pond en Anaheim. En materia de draft, el elegido fue el versátil Lamar Odom, procedente de Rhode Island, en el puesto número 4. El alero de 2,08 m se vio relegado por Elton Brand y Steve Francis a la pugna por el Rookie del Año, pero dio evidencias de que se podría convertir en un jugador muy versátil. Sus números hablaban por sí solos, 16,6 puntos, 7,8 rebotes y 4,2 asistencias por noche.
Taylor continuó mejorando, y superó las expectativas, alcanzando los 17,1 puntos y los 6,5 rebotes por partido. Otro buen fichaje fue la adquisición vía traspaso de Derek Anderson, escolta que llegó junto a Johnny Newman a cambio de Lamond Murray, mucho más anotador que Derek. En Cleveland Cavaliers, firmaría sus mejores actuaciones en la liga, forjándose un nombre importante dentro de la misma. El rendimiento de Derek fue de 16,9 puntos por partido.
Otro base que daría rendimiento a nivel individual en Los Ángeles sería Jeff McInnis, que después de ser cortado por Washington Wizards, se vio ante si con una buena oportunidad para explotar sus cualidades. La de cal la volvió a protagonizar de nuevo Olowokandi, que tras su mala temporada como rookie, no enderezó el rumbo y dejó entrever su falta de capacidad ofensiva. 9,8 puntos y 8,2 rebotes de media fueron sus números.
Mientras que los Lakers estaban disputándose el título de NBA, que a posteriori lograrían, los Clippers se hundieron en las profundidades de la División Pacífico con un balance de 15-67. Siendo cesado Ford a los 45 partidos de competición, fue relevado por el novato Jim Todd, que sería el encargado de cerrar el telón acabando sus Clippers con un paupérrimo 4-33 bajo su mandato.
Esta temporada, aterrizaron los suculentos rookies Darius Miles, todo una leyenda juvenil del East St. Louis, donde se cuajó una personalidad conflictiva y arrogante, y su íntimo amigo desde la infancia, Quentin Richardson, que militaba en la Universidad de DePaul. Además, Baylor consiguió vía traspaso hacerse con los servicios de Corey Maggette, que llegó junto con Keyon Dooling, Derek Strong, y una cantidad aceptable de dinero a cambio de una futura primera ronda protegida.
También se dio en el clavo con la elección de segunda ronda, el serbio Marko Jarić fue elegido, después de brillar en la Kinder Bolonia con Manu Ginóbili. Pero no debutaría hasta dentro de 2 años, donde dejó muy buen sabor de boca. Alvin Gentry era el entrenador, que llegaba después de estar 3 años de apagafuegos en Detroit Pistons.
Esta sería una campaña de transición. Con mucho joven por pulir, mucho que enseñar, otro tanto que aprender, y desarrollarse no solo baloncestisticamente sino social y mentalmente, los Clippers permanecían orgullosos de que al menos, ahora, era posible salir a la calle, y ver a los chiquillos jugar en el playground con Miles o Maggette a las espaldas. El resultado final fue de 31 victorias y 51 derrotas, lejos, muy lejos otra vez de alcanzar la postemporada, pero con la sensación de que había por fin, una sólida base para implantar un proyecto lo suficientemente competitivo en un periodo de 3-4 años.
En el draft de 2001 se elige a Tyson Chandler, un espigado pívot recién salido del instituto, y cuyo valor se cifra en 2 palabras: Elton Brand. Un sophomore que se disponía en esta, a seguir vislumbrando con su pasmosa efectividad para ocultar y compensar sus 203 cm, que por el contrario, hacían revalorar más su situación y sus logros.
Bajo lo esperado, Odom y Brand debieran erigirse en la sólida base y columna vertebral donde cimentar proyectos, y donde poder empezar a soñar. El primero llevaba hasta el momento promediados 16,9 puntos, 7,8 rebotes y 4 asistencias, mientras que Elton firmó números de All-Star durante su trayecto por Chicago Bulls, 20-10. Pero en una campaña Odom acumuló todo tipo de desavenencias, por un lado, 45 partidos en el dique seco, y por otro, 8 partidos de suspensión por violar los términos antidroga que establecía la NBA.
Al ligero aumento que experimentó Olowokandi (que por fin superó la barrera de los 10 puntos, exactamente fueron 11,1 puntos) se unió la eclosión de Richardson, que fue toda una toma de referencia en la línea de 7,25. Llegado el All Star Weekend, las aspiraciones se mantenían intactas, 25-26 con la parte más decisiva aún por disputarse, y carentes de su enclave básico, Odom, esta vez, por problemas en la rodilla. Por mediados de marzo, apuntalaron su candidatura a los playoffs cuando registraban un balance de 34-31 y con la autoestima por las nubes. Destacando un factor, impredecible, McInnis, jugador que encontró acomodo, continuidad, y un hogar estable donde desenfundar todo su poderío, logrando cerca de 15 puntos, 6 asistencias, y el primer puesto en el apartado estadístico de asistencias por pérdida (casi 4).
Pero como si por ley se tratase, el infortunio no podía irse de vacío este año, haciendo acto de presencia en la recta y decisiva final de la campaña, donde los Clippers firmaron un lamentable 5-12 en los últimos 17 partidos que les relegaba de cualquier opción de lucha. 39-43 fue la maldita cifra que por incontable ocasión les privaba de jugar la postemporada.
En verano, el equipo se hizo con los servicios de Andre Miller, que dejó tras si una corta, pero exitosa carrera en Cleveland Cavs donde en su última temporada se cualificó y se graduó como uno de los mejores bases de la liga, logrando números de all-star, 16,5 puntos, 10,9 asistencias y 4,7 rebotes por noche. Darius Miles y Harold Jamison se marcharon a Cleveland merced al traspaso en el que se involucró Andre Miller.
Vía draft se añadió profundidad a su juego interior eligiendo a Chris Wilcox y Melvin Ely. Se repescó al elegido años atrás, Marko Jarić. Las lesiones castigaron al equipo siendo 60 los partidos que entre Odom, Brand y Richardson se perdieron. Alvin Gentry dijo adiós a los 58 partidos, dejando a su equipo en tan solo 19 victorias, y siendo sustituido por el mítico base de los Celtics de los 80, Dennis Johnson, que poco pudo hacer por mejorar los registros, en un año, donde la condicionante principal y la causa del naufragio imprevisto, fue la insignificante cantidad de jugadores que tenían un contrato garantizado al finalizar la temporada. Una vez más, la temporada de los californianos fue decepcionante, logrando un pésimo 27-55.
Como era de prever, ese año, se consumó la mayor espantada jamás vista en los Clippers, hasta 4 de los jugadores "importantes" del año anterior dijeron adiós, poniendo punto final a carreras en los Clippers de todos los sabores, desde medianamente triunfales, hasta desastrosas y mediocres. Odom se marchó a Miami Heat, Miller a Denver Nuggets, Olowokandi a Minnesota Timberwolves y Piatkowski a Houston Rockets.
Con todo y con eso, lesiones de Brand y Richardson inclusive, el equipo mejoró respecto al año anterior (28-54), y con un roster rebosante de juventud (Simmons, Wilcox, Chris Kaman, Matt Barnes, Ely...). Mike Dunleavy era el nuevo entrenador, pero de poco servirían sus conocimientos, inútilmente aplicables a una franquicia como esta. Maggette se destapó como un fluido anotador, y llevó toda responsabilidad junto y por delante de Brand, que fue su primera temporada desde que vestía la elástica Clipper, que igualó o superó los números conseguidos en Chicago Bulls.
La temporada 2004-05 fue igual de gris para tanto Clippers como Lakers. El "hermano rico" de Los Ángeles se hundió debido a la marcha de Shaquille O'Neal a Miami Heat, por lo que finalizaron la temporada con un récord de 34-48, superado por los Clippers con 37-45. Fue la primera vez desde 1993 que terminaban con mejor registro que los Lakers, y a pesar de no alcanzar los playoffs un año más, el futuro pintaba bien en Los Ángeles con jóvenes estrellas como Elton Brand, Corey Maggette y Shaun Livingston. Una de las sorpresas más agradables fue la de Bobby Simmons, que se alzó con el premio al Jugador Más Mejorado tras promediar 16 puntos, 6 rebotes y 3 asistencias por partido.
Como resultado, Simmons firmó un nuevo contrato con Milwaukee Bucks por 5 años y 47 millones de dólares en julio de 2005, cerrando así su etapa en los Clippers.
Para cubrir la baja de Simmons, la franquicia fichó al veterano Cuttino Mobley, firmándole un contrato similar. La llegada de Mobley era necesaria, ya que desde que Piatkowski dejó el equipo no contaban con un tirador sólido, además de darle al equipo un plus de defensa en el perímetro. Además, el 12 de agosto de 2005 fueron traspasados los bases Marko Jarić y Lionel Chalmers a Minnesota Timberwolves a cambio del All-Star y doble campeón de la NBA Sam Cassell.
En esta temporada, los Clippers habían puesto muchas esperanzas ya que habían logrado conseguir un equipo competitivo con las adquisiciones veraniegas. En el draft de 2005, los Clippers seleccionaron al joven ruso Yaroslav Korolev.
Durante la campaña, las cosas marchaban bien en Los Ángeles, Brand había sido seleccionado para disputar el All-Star Game y muchas revistas deportivas rendían reconocimiento al mejorado juego del equipo. Antes del cierre de fichajes, Chris Wilcox fue traspasado a Seattle SuperSonics a cambio de Vladimir Radmanović.
Por fin, los Clippers alcanzaron los playoffs tras 9 años, ganaron su primer partido de postemporada desde 1993 y pasaron de ronda también por primera ocasión desde 1976, cuando el equipo jugaba en Buffalo. Ya en playoffs, se deshicieron de Denver Nuggets fácilmente en cinco partidos. En semifinales de Conferencia se enfrentaron a Phoenix Suns en una serie muy igualada, ya que no se decidió el ganador hasta el séptimo y definitivo partido. Tras perder el primero por 130-123 en Phoenix, los Clippers empataron la eliminatoria venciendo por 25 puntos de diferencia en el segundo duelo. En el tercer encuentro, un recital de Shawn Marion (32 puntos y 19 rebotes) ponía de nuevo por delante a los Suns, aunque días después volvió a reinar la igualada con un Brand brillante autor de 30 puntos, 9 rebotes y 8 asistencias. En el quinto partido, un triple de Raja Bell a falta de 1,1 segundos llevó el choque a la segunda prórroga. Posteriormente, los Suns batieron a los Clippers por 125-118.
Cuando parecía que los Suns iban a finiquitar la eliminatoria, los Clippers salvaron los muebles ganando el sexto encuentro. El defensivo Quinton Ross tuvo su noche, anotando 18 decisivos puntos, al igual que Brand, que volvió a brillar con 30 puntos, 12 rebotes, 3 asistencias y 5 tapones. Maggette también fue decisivo, aportando 25 puntos saliendo desde el banquillo, con 7/8 en tiros de campo y 9/9 desde la línea de tiros libres.
En el séptimo y último encuentro, los Clippers no pudieron ante el poder ofensivo de los Suns y cayeron 127-107 en Phoenix. Como reconocimiento a la gran temporada de los angelinos, Elgin Baylor ganó el premio al Mejor Ejecutivo del Año.
La temporada 2006-07 comenzó con los Clippers seleccionando en la 34.ª posición del Draft de 2006 al pívot Paul Davis de la Universidad de Míchigan State. Aquella elección fue adquirida del traspaso con Charlotte Bobcats en 2004 por Melvin Ely. El equipo también drafteó al puertorriqueño Guillermo Díaz de la Universidad de Miami en la 52.ª posición, aunque finalmente no consiguió un puesto en la plantilla. En cuanto a los fichajes vía agente libre, Tim Thomas firmó con los Clippers el 13 de julio de 2006 un contrato por 4 años y 24 millones, y Radmanovic dejó el equipo para fichar por los Lakers. También el día 13, Cassell renovó el contrato por 2 años y 13 millones.
En cuanto a los resultados, fue una temporada un tanto agridulce para los Clippers, quedándose cerca de playoffs pero mostrando un juego lejos del practicado la campaña anterior. El equipo finalizó con un registro de 40-42 (a dos partidos de Golden State Warriors, los octavos del Oeste), en parte debido a las lesiones de jugadores como Cassell, Thomas, Livingston y Kaman. Luke Jackson, Alvin Williams y Doug Christie firmaron sendos contratos por 10 días, ayudando desde el banquillo pero jugando limitados minutos.

### 2011-2018: LaLob City

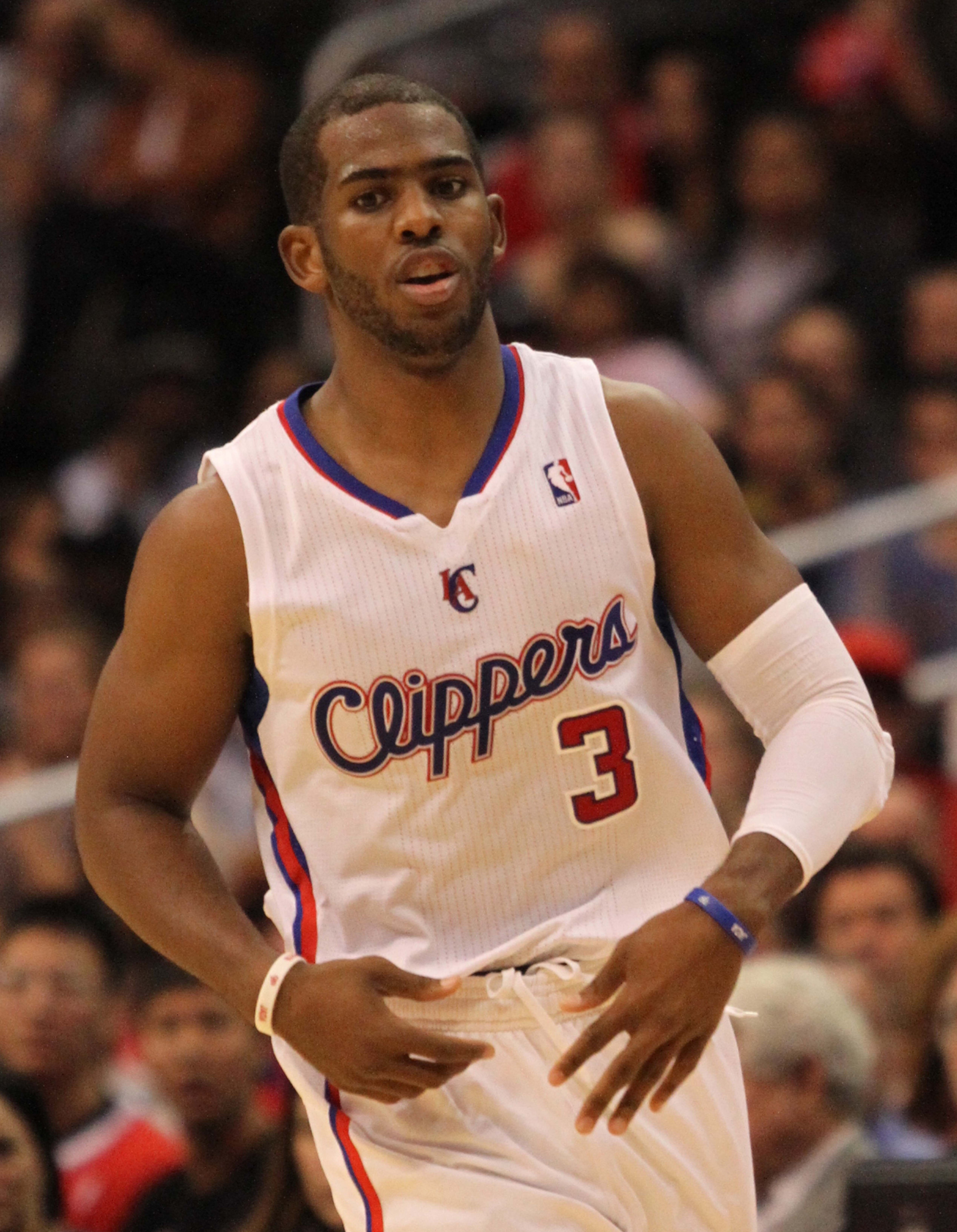
El fichaje de Chris Paul en 2011 cambió la dinámica histórica de los Clippers.

En diciembre de 2011, poco después de desbloquearse el lockout, los Clippers lograron el fichaje de Chris Paul en un traspaso con los New Orleans Hornets en el que enviaron a Eric Gordon, Al-Farouq Aminu, Chris Kaman y el pick de primera ronda del Draft de 2012 a Nueva Orleans. En ese mercado también llegaron al equipo el alero Caron Butler y el veterano base Chauncey Billups.
Los Clippers empezaron la temporada 2011-12 muy fuertes y se ganaron el sobrenombre de The Lob City por su gran capacidad para completar alley-oops, generalmente de Paul para Blake Griffin o DeAndre Jordan. En febrero de 2012 firmaron al veterano Kenyon Martin y en marzo, un traspaso a tres bandas con Washington Wizards y Denver Nuggets llevó a Nick Young a Los Ángeles. Los Clippers lograron clasificarse para los Playoffs cinco años después de la última vez. En primera ronda jugaron contra los Memphis Grizzlies, a quienes llegaron a dominar la serie por 3-1. Sin embargo, tras dos derrotas consecutivas, los Clippers se vieron obligados a imponerse a los Grizzlies en el séptimo partido, que se celebró en el FedEx Forum. En la segunda ronda fueron barridos 4-0 por los San Antonio Spurs para terminar con una fructosa temporada.
De cara a la temporada 2012-13, los Clippers seleccionaron a Furkan Aldemir en la segunda ronda del Draft y ficharon a Grant Hill y a Lamar Odom, que regresó al equipo una década después de su marcha a los Miami Heat. Los Clippers terminaron el curso con un balance de 56-26 y lograron el primer título de división de su historia. Sin embargo, los angelinos cayeron eliminados a las primeras de cambio frente a los Memphis Grizzlies por 4-2. Tras la eliminación, Vinny Del Negro fue despedido como entrenador jefe. 
La temporada 2013-14, fue una de las mejores temporadas para Clippers, llegando por tercera vez en su historia a Semifinales de Conferencia (segunda en tres años). La temporada regular finalizaron con un balance positivo de 57-25, para ser primeros de su división y terceros del Oeste, solo por detrás de los campeones Spurs, y de Thunder. El juego del equipo angelino se basó, de nuevo, en su base Chris Paul, y en su dominio del poste bajo con la pareja formada por Blake Griffin y DeAndre Jordan. Con un Griffin, desarrollando una de sus mejores temporadas en la NBA y Jordan, que fue el líder de la liga en rebotes y en porcentaje de tiros de campo, por segundo año consecutivo. Ya en PlayOffs se deshicieron en primera ronda de los Golden State Warriors de Stephen Curry (4-3), pero salieron derrotados en semifinales de conferencia contra Oklahoma Thunder de Kevin Durant y Russell Westbrook (2-4).
[actualizar]

### 2019-2024: La era de Kawhi Leonard y Paul George
En el verano de 2019 los Clippers fueron uno de los animadores del mercado al lograr los fichajes de Kawhi Leonard y Paul George. El equipo marchaba en el segundo lugar de la Conferencia Oeste en el momento de la suspensión de la temporada por la pandemia de COVID-19 y mantuvieron ese puesto durante la reanudación del curso en la Burbuja. En Playoffs se deshicieron en primera ronda de los Dallas Mavericks (4-2), pero cayeron en semifinales de conferencia ante los Denver Nuggets a pesar de llegar a estar 3-1 en la eliminatoria.
Durante la temporada 2020-21, el equipo no consiguió ninguna incorporación importante, pero terminó con un balance de 47–25, en cuarta posición de su conferencia, y clasificándose para playoffs por tercer año consecutivo. En primera ronda se deshicieron de los Dallas Mavericks de Luka Dončić en el séptimo partido (4-3), y en semifinales de los Utah Jazz de Donovan Mitchell (4-2), accediendo, después de varios intentos frustrados, a unas Finales de Conferencia por primera vez en su historia. Allí se encontraron con los Phoenix Suns de Chris Paul, donde Leonard cayó lesionado y fueron eliminados por 2-4.
De cara a la temporada 2021-22 traspasan a Eric Bledsoe y mantienen el mismo bloque, a la espera de la recuperación de su estrella. Termina la temporada con un balance 42-40, en octavo puesto de su conferencia, y clasificándose para los Play-In, donde caerían eliminados ante Minnesota y New Orleans, quedando fuera de playoffs por primera vez desde 2018.
Para la 2022-23 la principal incorporación fue la de John Wall. Sin embargo, en febrero Wall acabó traspasado a los Houston Rockets en una operación a tres bandas. Unos días más tarde los Clippers adquirieron a Russell Westbrook como agente libre. El 24 de febrero de 2023 cayeron por 176-175 ante Sacramento Kings en casa tras dos prórrogas en el segundo partido con más anotación de la historia de la liga, sólo superado por el Detroit Pistons 186-184 Denver Nuggets de 1983. El equipo finalizó quinto de su conferencia, clasificándose para Playoffs por cuarta vez en los cinco últimos años. Ya en postemporada, cayeron en primera ronda ante Phoenix Suns (1-4).
Poco después del inicio de la temporada 2023-24, los Clippers ficharon a James Harden. El equipo finalizó el curso con un balance de 51-31 y logró su primer título divisional en una década, pero volvió a caer en primera ronda de Playoffs.

## Trayectoria
Nota: G: Partidos ganados; P:Partidos perdidos; %:porcentaje de victorias
| Temporada            | G    | P    | %    | Play-offs                                                          | Resultado                                                           |
| -------------------- | ---- | ---- | ---- | ------------------------------------------------------------------ | ------------------------------------------------------------------- |
| Buffalo Braves       |      |      |      |                                                                    |                                                                     |
| 1970-71              | 22   | 60   | .268 |                                                                    |                                                                     |
| 1971-72              | 22   | 60   | .268 |                                                                    |                                                                     |
| 1972-73              | 21   | 61   | .256 |                                                                    |                                                                     |
| 1973-74              | 42   | 40   | .512 | Pierde Semifinal Conferencia                                       | Boston 4, Buffalo 2                                                 |
| 1974-75              | 49   | 33   | .598 | Pierde 1.ª Ronda                                                   | Washington 4, Buffalo 3                                             |
| 1975-76              | 46   | 36   | .561 | Gana 1.ª Ronda Pierde Semifinal Conferencia                        | Buffalo 2, Philadelphia 1 Boston 4, Buffalo 2                       |
| 1976-77              | 30   | 52   | .366 |                                                                    |                                                                     |
| 1977-78              | 27   | 55   | .329 |                                                                    |                                                                     |
| San Diego Clippers   |      |      |      |                                                                    |                                                                     |
| 1978-79              | 43   | 39   | .524 |                                                                    |                                                                     |
| 1979-80              | 35   | 47   | .427 |                                                                    |                                                                     |
| 1980-81              | 36   | 46   | .439 |                                                                    |                                                                     |
| 1981-82              | 17   | 65   | .207 |                                                                    |                                                                     |
| 1982-83              | 25   | 57   | .305 |                                                                    |                                                                     |
| 1983-84              | 30   | 52   | .366 |                                                                    |                                                                     |
| Los Angeles Clippers |      |      |      |                                                                    |                                                                     |
| 1984-85              | 31   | 51   | .378 |                                                                    |                                                                     |
| 1985-86              | 32   | 50   | .390 |                                                                    |                                                                     |
| 1986-87              | 12   | 70   | .146 |                                                                    |                                                                     |
| 1987-88              | 17   | 65   | .207 |                                                                    |                                                                     |
| 1988-89              | 21   | 61   | .256 |                                                                    |                                                                     |
| 1989-90              | 30   | 52   | .366 |                                                                    |                                                                     |
| 1990-91              | 31   | 51   | .378 |                                                                    |                                                                     |
| 1991-92              | 45   | 37   | .549 | Pierde 1.ª Ronda                                                   | Utah 3, LA Clippers 2                                               |
| 1992-93              | 41   | 41   | .500 | Pierde 1.ª Ronda                                                   | Houston 3, LA Clippers 2                                            |
| 1993-94              | 27   | 55   | .329 |                                                                    |                                                                     |
| 1994-95              | 17   | 65   | .207 |                                                                    |                                                                     |
| 1995-96              | 29   | 53   | .354 |                                                                    |                                                                     |
| 1996-97              | 36   | 46   | .439 | Pierde 1.ª Ronda                                                   | Utah 3, LA Clippers 0                                               |
| 1997-98              | 17   | 65   | .207 |                                                                    |                                                                     |
| 1998-99              | 9    | 41   | .180 |                                                                    |                                                                     |
| 1999-00              | 15   | 67   | .183 |                                                                    |                                                                     |
| 2000-01              | 31   | 51   | .378 |                                                                    |                                                                     |
| 2001-02              | 39   | 43   | .476 |                                                                    |                                                                     |
| 2002-03              | 27   | 55   | .329 |                                                                    |                                                                     |
| 2003-04              | 28   | 54   | .341 |                                                                    |                                                                     |
| 2004-05              | 37   | 45   | .451 |                                                                    |                                                                     |
| 2005-06              | 47   | 35   | .573 | Gana 1.ª Ronda Pierde Semifinal Conferencia                        | LA Clippers 4, Denver 1 Phoenix 4, LA Clippers 3                    |
| 2006-07              | 40   | 42   | .496 |                                                                    |                                                                     |
| 2007-08              | 23   | 59   | .280 |                                                                    |                                                                     |
| 2008-09              | 19   | 63   | .232 |                                                                    |                                                                     |
| 2009-10              | 29   | 53   | .354 |                                                                    |                                                                     |
| 2010-11              | 32   | 50   | .390 |                                                                    |                                                                     |
| 2011-12              | 40   | 26   | .606 | Gana 1.ª Ronda Pierde Semifinal Conferencia                        | LA Clippers 4, Memphis 3 San Antonio 4, LA Clippers 0               |
| 2012-13              | 56   | 26   | .683 | Pierde 1.ª Ronda                                                   | Memphis 4, LA Clippers 2                                            |
| 2013-14              | 57   | 25   | .695 | Gana 1.ª Ronda Pierde Semifinal Conferencia                        | LA Clippers 4, Golden State 3 Oklahoma City 4, LA Clippers 2        |
| 2014-15              | 56   | 26   | .689 | Gana 1.ª Ronda Pierde Semifinal Conferencia                        | LA Clippers 4, San Antonio 3 Houston 4, LA Clippers 3               |
| 2015-16              | 53   | 29   | .646 | Pierde 1.ª Ronda                                                   | Portland 4, LA Clippers 2                                           |
| 2016-17              | 51   | 31   | .622 | Pierde 1.ª Ronda                                                   | Utah 4, LA Clippers 3                                               |
| 2017-18              | 42   | 40   | .512 |                                                                    |                                                                     |
| 2018-19              | 48   | 34   | .585 | Pierde 1.ª Ronda                                                   | Golden State 4, LA Clippers 2                                       |
| 2019-20              | 49   | 23   | .620 | Gana 1.ª Ronda Pierde Semifinal Conferencia                        | LA Clippers 4, Dallas 2 Denver 4, LA Clippers 3                     |
| 2020-21              | 57   | 34   | .676 | Gana 1.ª Ronda Gana Semifinal Conferencia Pierde Final Conferencia | LA Clippers 4, Dallas 3 LA Clippers 4, Utah 2 Suns 4, LA Clippers 2 |
| 2021-22              | 42   | 40   | .512 |                                                                    |                                                                     |
| 2022-23              | 44   | 38   | .537 | Pierde 1.ª Ronda                                                   | Phoenix 4, LA Clippers 1                                            |
| 2023-24              | 51   | 31   | .622 | Pierde 1.ª Ronda                                                   | Dallas 4, LA Clippers 2                                             |
| 2024-25              | 50   | 32   | .610 | Pierde 1.ª Ronda                                                   | Denver 4, LA Clippers 3                                             |
| Total                | 1792 | 2486 | .418 |                                                                    |                                                                     |
| Playoffs             | 63   | 79   | .453 |                                                                    |                                                                     |

## Pabellones
- Buffalo Memorial Auditorium (1970-1978)
- San Diego Sports Arena (1978-1984)
- Los Angeles Sports Arena (1985-1999)
- Staples Center, en 2021 rebautizado como Crypto.com Arena (1999-2024)
- Intuit Dome (2024-presente)

## Jugadores

### Plantilla actual

#### Derechos internacionales
Los Clippers tienen los derechos internacionales sobre los siguientes jugadores.
| Draft | Ronda | Puesto | Jugador         | Pos. | Nacionalidad | Equipo actual                      | Nota(s)                                                  | Ref    |
| ----- | ----- | ------ | --------------- | ---- | ------------ | ---------------------------------- | -------------------------------------------------------- | ------ |
| 2022  | 2     | 46     | Ismaël Kamagate | P    | Francia      | Bertram Derthona Tortona (Italia)  | Adquirido de los Detroit Pistons (vía Portland y Denver) | [ 36 ] |
| 2015  | 2     | 60     | Luka Mitrović   | A    | Serbia       | Crvena zvezda Meridianbet (Serbia) | Adquirido de los Philadelphia 76ers (vía Sacramento)     | [ 37 ] |

### Miembros delSalón de la Fama del Baloncesto
| Los Angeles Clippers Hall of Famers | Los Angeles Clippers Hall of Famers | Los Angeles Clippers Hall of Famers | Los Angeles Clippers Hall of Famers | Los Angeles Clippers Hall of Famers |
| Jugadores                           | Jugadores                           | Jugadores                           | Jugadores                           | Jugadores                           |
| N.º.                                | Nombre                              | Posición                            | Periodo                             | Inducido                            |
| ----------------------------------- | ----------------------------------- | ----------------------------------- | ----------------------------------- | ----------------------------------- |
| 32                                  | Bill Walton                         | P                                   | 1979–1985                           | 1993                                |
| 11                                  | Bob McAdoo                          | AP/P                                | 1972–1976                           | 2000                                |
| 20                                  | Moses Malone                        | P/AP                                | 1976                                | 2001                                |
| 21                                  | Dominique Wilkins                   | A                                   | 1994                                | 2006                                |
| 44                                  | Adrian Dantley                      | A/E                                 | 1976–1977                           | 2008                                |
| 52                                  | Jamaal Wilkes                       | A                                   | 1985                                | 2012                                |
| 33                                  | Grant Hill                          | A                                   | 2012–2013                           | 2018                                |
| 34                                  | Paul Pierce                         | A                                   | 2015-2017                           | 2021                                |
| Entrenadores                        |                                     |                                     |                                     |                                     |
| Nombre                              | Nombre                              | Posición                            | Periodo                             | Inducido                            |
| Jack Ramsay                         | Jack Ramsay                         | Entrenador                          | 1972–1976                           | 1992                                |
| Larry Brown                         | Larry Brown                         | Entrenador                          | 1992–1993                           | 2002                                |
| Bill Fitch                          | Bill Fitch                          | Entrenador                          | 1994–1998                           | 2019                                |

### Números retirados
No cuentan con ningún número retirado.
| Números retirados por Los Angeles Clippers |              |        |         |                      |
| N.º                                        | Jugador      | Puesto | Periodo | Fecha                |
| 6                                          | Bill Russell | P      | —       | 11 de agosto de 2022 |

## Entrenadores
| - Dolph Schayes (1970-72) - John McCarthy (1972) - Jack Ramsay (1972-76) - Tates Locke (1976-77) - Bob MacKinnon (1977) - Joe Mullaney (1977) - Cotton Fitzsimmons (1977-78) - Gene Shue (1978-80; 1987-89) - Paul Silas (1980-83) - Jim Lynam (1983-85) - Don Chaney (1985-87) - Don Casey (1989-90) | - Mike Schuler (1990-92) - Larry Brown (1992-93) - Bob Weiss (1993-94) - Bill Fitch (1994-98) - Chris Ford (1998-2000) - Jim Todd (2000) - Alvin Gentry (2000-03) - Dennis Johnson (2003) - Mike Dunleavy, Sr. (2003-2010) - Kim Hughes (2010) - Vinny Del Negro (2010-2013) - Doc Rivers (2013-2020) |

## Gestión

### General Managers
| GM                            | Periodo       |
| ----------------------------- | ------------- |
| Eddie Donovan                 | 1970–1975     |
| Bob MacKinnon                 | 1975–1977     |
| Norm Sonju                    | 1977–1978     |
| Irv Kaze                      | 1978–1980     |
| Lou Lenart                    | 1980–1981     |
| Ted Podleski                  | 1981–1982     |
| Paul Phipps                   | 1982–1984     |
| Carl Scheer                   | 1984–1986     |
| Elgin Baylor                  | 1986–2008     |
| Mike Dunleavy, Sr.            | 2008–2010     |
| Neil Olshey                   | 2010–2012     |
| Vinny Del Negro & Andy Roeser | 2012          |
| Gary Sacks                    | 2012–2013     |
| Doc Rivers                    | 2013–2017     |
| Lawrence Frank                | 2017–2020     |
| Michael Winger                | 2020-2023     |
| Trent Redden                  | 2023-presente |

## Premios
| MVP del All-Star Game de la NBA - Randy Smith – 1978 - Chris Paul – 2013 - Kawhi Leonard – 2020 Rookie del Año de la NBA - Bob McAdoo – 1973 - Ernie DiGregorio – 1974 - Adrian Dantley – 1977 - Terry Cummings – 1983 - Blake Griffin – 2011 Mejor Sexto Hombre de la NBA - Jamal Crawford – 2014, 2016 - Lou Williams – 2018, 2019 - Montrezl Harrell – 2020 Jugador Más Mejorado de la NBA - Bobby Simmons – 2005 Jugador Más Deportivo de la NBA - Elton Brand – 2006 Compañero del Año de la NBA - Chauncey Billups – 2013 Ejecutivo del Año de la NBA - Eddie Donovan – 1974 - Elgin Baylor – 2006 - Lawrence Frank – 2020 Premio Hustle - Montrezl Harrell - 2020 | Mejor Quinteto de la NBA - Bob McAdoo – 1975 - Chris Paul – 2012, 2013, 2014 - Kawhi Leonard – 2021 Segundo Mejor Quinteto de la NBA - Bob McAdoo – 1974 - Randy Smith – 1976 - Lloyd Free – 1979 - Elton Brand – 2006 - Blake Griffin – 2012, 2013, 2014 - Chris Paul – 2015 - Kawhi Leonard – 2020, 2024 Tercer Mejor Quinteto de la NBA - Dominique Wilkins – 1994 - Blake Griffin – 2015 - DeAndre Jordan – 2015 - Paul George – 2021 Mejor quinteto defensivo de la NBA - Chris Paul – 2012, 2013, 2014, 2015 - DeAndre Jordan - 2015 Segundo Mejor Quinteto defensivo de la NBA - Kawhi Leonard - 2020, 2021 - Patrick Beverley - 2020 | Mejor quinteto de rookies de la NBA - Elmore Smith – 1972 - Bob McAdoo – 1973 - Ernie DiGregorio – 1974 - John Shumate – 1976 - Adrian Dantley – 1977 - Terry Cummings – 1983 - Charles Smith – 1989 - Lamar Odom – 2000 - Darius Miles – 2001 - Al Thornton – 2008 - Blake Griffin – 2011 Segundo mejor quinteto de rookies de la NBA - Brent Barry – 1996 - Maurice Taylor – 1998 - Michael Olowokandi – 1999 - Eric Gordon – 2009 - Eric Bledsoe – 2011 All-Stars de la NBA - Bob Kauffman – 1971, 1972, 1973 - Bob McAdoo – 1974, 1975, 1976 - Randy Smith – 1976, 1978 - Lloyd Free – 1980 - Norm Nixon – 1985 - Marques Johnson – 1986 - Danny Manning – 1993, 1994 - Elton Brand – 2002, 2006 - Chris Kaman – 2010 - Blake Griffin – 2011, 2012, 2013, 2014, 2015 - Chris Paul – 2012, 2013, 2014, 2015, 2016 |